# 河野与一
河野 与一（こうの よいち、1896年（明治29年）9月12日 - 1984年（昭和59年）7月6日）は、日本の哲学者・翻訳家。元東北帝国大学教授。

## 経歴
出生から修学期
1896年、神奈川県で生まれた。神戸で育ち、神戸一中から東京帝国大学哲学科に進み、卒業。
哲学研究者として
卒業後は、暁星中学校に教諭として勤務。その後、第三高等学校教授、法政大学教授を経て、1927年に東北帝国大学助教授に就いた。1946年に教授昇格。戦後の1950年、東北帝国大学を退官して岩波書店の顧問として迎えられた。
多数の言語に通じ、フランス文学、哲学、西洋古典語を講じた。1957年、『プルターク 英雄伝』の原典訳で読売文学賞に選ばれたが、受賞を辞退した。また『アミエルの日記』の全訳も、河野一人が成し遂げた。1984年に死去。

## 家族・親族
- 妻：河野多麻[2]は『うつほ物語』の注釈で知られる平安朝文学研究者。
- 弟：河野六郎は言語学者。

## 著作
著書
- 『ライプニツ 単子論』岩波書店〈大思想文庫 第12〉、1936年。
  - 復刊 1985年
- 『學問の曲り角』岩波書店、1958年1月。ISBN 400-000302X。
  - 復刊 1983年
- 『続 学問の曲り角』岩波書店、1986年6月。ISBN 400-0003097。
- 『河野與一　哲学講話』渡辺義雄編、岩波書店、1993年5月。ISBN 400-0027034。[3]
- 『新編 学問の曲り角』原二郎編、岩波文庫 緑、2000年6月。ISBN 400-3116410。正・続の新編 全28編

訳書
- ライプニツツ『形而上学叙説』岩波書店〈哲学古典叢書 第3〉、1925年。
  - ライプニツ『形而上学叙説』岩波書店〈岩波文庫 青616-2〉、1950年4月15日。ISBN 4-00-336162-8。復刊1988・1997年
- ライプニツツ『単子論』岩波書店〈哲学古典叢書 5〉、1928年。
  - ライプニツ『単子論』岩波書店〈岩波文庫 青616-1〉、1951年9月25日。ISBN 4-00-336161-X。度々復刊
- ブロシャール『プラトーン哲学に於ける生成』岩波書店〈哲学論叢 20〉、1929年。
- ルトスワフスキ 編『プラトーン対話篇年代決定の新方法』岩波書店〈哲学論叢 24〉、1929年。
- ブロシャール『プラトーンの「饗宴」に就いて』岩波書店〈哲学論叢 28〉、1929年。
- トルストイ『芸術とはどう云ふものか　その他』黒田辰男共訳、岩波書店〈トルストイ全集 第19巻〉、1931年。
- レフ・トルストイ『芸術とはどういふものか』岩波書店〈岩波文庫〉、1934年。
  - トルストイ『芸術とはなにか』（改版）岩波書店〈岩波文庫〉、1958年。
- アミエル『アミエルの日記』 全8巻、岩波書店〈岩波文庫〉、1935年-1941年。
  - アミエル『アミエルの日記』 第1巻（改訳）、岩波書店〈岩波文庫 赤760-1〉、1972年4月17日。ISBN 4-00-327601-9。復刊1991年ほか
  - アミエル『アミエルの日記』 第2巻（改訳）、岩波書店〈岩波文庫 赤760-2〉、1972年5月16日。ISBN 4-00-327602-7。
  - アミエル『アミエルの日記』 第3巻（改訳）、岩波書店〈岩波文庫 赤760-3〉、1972年6月16日。ISBN 4-00-327603-5。
  - アミエル『アミエルの日記』 第4巻（改訳）、岩波書店〈岩波文庫 赤760-4〉、1972年7月17日。ISBN 4-00-327604-3。
- トルストイ『トルストイ文学論集』岩波書店〈岩波文庫〉、1936年。
- ドゥ・ブロイ『物質と光』 上・下巻（5版）、岩波書店〈岩波新書〉、1950年。
  - ドゥ・ブロイ『物質と光』岩波書店〈岩波文庫 青926-1〉、1972年2月16日。ISBN 4-00-339261-2。
- ヴェルコール『海の沈黙・星への歩み』加藤周一共訳、岩波書店〈岩波現代叢書〉、1951年。
  - ヴェルコール『海の沈黙・星への歩み』加藤周一共訳、岩波書店〈岩波文庫 赤565-1〉、1973年2月16日。ISBN 4-00-325651-4。
- ベルクソン『思想と動くもの 第1巻』岩波書店〈岩波文庫〉、1952年。
- ベルクソン『哲学的直観 他4篇　思想と動くもの 第2巻』岩波書店〈岩波文庫〉、1953年2月25日。ISBN 4-00-336455-4。
- ベルクソン『哲学の方法　思想と動くもの 第3巻』岩波書店〈岩波文庫〉、1955年3月25日。ISBN 4-00-336456-2。
  - ベルクソン『思想と動くもの』岩波書店〈岩波文庫 青645-4〉、1998年9月16日。ISBN 4-00-336454-6。- 全1巻新版（解説木田元）
- プルターク『プルターク英雄伝』 第1巻、岩波書店〈岩波文庫 赤116-1〉、1952年4月5日。ISBN 4-00-321161-8。度々復刊
- プルターク『プルターク英雄伝』 第2巻、岩波書店〈岩波文庫 赤116-2〉、1952年10月5日。ISBN 4-00-321162-6。
- プルターク『プルターク英雄伝』 第3巻、岩波書店〈岩波文庫 赤116-3〉、1953年5月25日。ISBN 4-00-321163-4。
- プルターク『プルターク英雄伝』 第4巻、岩波書店〈岩波文庫 赤116-4〉、1953年10月25日。ISBN 4-00-321164-2。
- プルターク『プルターク英雄伝』 第5巻、岩波書店〈岩波文庫 赤116-5〉、1954年7月5日。ISBN 4-00-321165-0。
- プルターク『プルターク英雄伝』 第6巻、岩波書店〈岩波文庫 赤116-6〉、1954年6月25日。ISBN 4-00-321166-9。
- プルターク『プルターク英雄伝』 第7巻、岩波書店〈岩波文庫 赤116-7〉、1955年1月25日。ISBN 4-00-321167-7。
- プルターク『プルターク英雄伝』 第8巻、岩波書店〈岩波文庫 赤116-8〉、1955年7月25日。ISBN 4-00-321168-5。
- プルターク『プルターク英雄伝』 第9巻、岩波書店〈岩波文庫 赤116-9〉、1956年5月6日。ISBN 4-00-321169-3。
- プルターク『プルターク英雄伝』 第10巻、岩波書店〈岩波文庫 赤116-10〉、1956年6月5日。ISBN 4-00-321170-7。
- プルターク『プルターク英雄伝』 第11巻、岩波書店〈岩波文庫 赤116-11〉、1956年8月25日。ISBN 4-00-321171-5。
- プルターク『プルターク英雄伝』 第12巻、岩波書店〈岩波文庫 赤116-12〉、1956年9月5日。ISBN 4-00-321172-3。
- エミル・ブレイエ『現代哲学入門』岩波書店〈岩波新書 青版〉、1953年。
- シェンキェヴィチ『クォヴァディス　ネロの時代の物語』 上・中・下、岩波書店〈岩波文庫〉、1954年。
- ツルゲーネフ『ハムレットとドンキホーテ　他二篇』柴田治三郎共訳、岩波書店〈岩波文庫〉、1955年。
- イソップ『イソップのお話』河野與一編訳、稗田一穂絵、岩波書店〈岩波少年文庫〉、1955年7月20日。ISBN 4-00-111009-1。
  - イソップ『イソップのお話』河野与一編訳（改版）、岩波書店〈岩波少年文庫〉、1986年3月。ISBN 4-00-111009-1。
  - イソップ『イソップのお話』河野与一編訳（新版）、岩波書店〈岩波少年文庫〉、2000年6月16日。ISBN 4-00-114020-9。
- A.シーグフリード『現代弁論術』河盛好蔵共訳、岩波書店〈岩波新書 青版〉、1956年。
- ビエルン・ロンゲン『山にのまれたオーラ』岩波書店〈岩波少年文庫〉、1957年。新版1972年
- プルターク『「倫理論集」の話』河野與一選譯、岩波書店、1964年。復刊1987年ほか

### その他
- 「プラトーン」・「アウグスティーヌス」、岩波書店 編『岩波講座 世界思潮』 第4冊、岩波書店〈岩波講座〉、1929年。
- 「デカルト」、岩波書店 編『岩波講座 世界思潮』 第5冊、岩波書店〈岩波講座〉、1929年。
- 「現代仏蘭西哲学」上・下、岩波書店 編『岩波講座　哲学』 第8、岩波書店〈岩波講座〉、1932年。

## 関連事項
- 兵庫県立神戸高等学校の人物一覧